# Абад де Сантильян, Диего
Диего Абад де Сантильян (исп. Diego Abad de Santillán; 20 мая 1897 — 18 октября 1983), псевдоним Синесио Ваудилио Гарсия Фернандеса исп. Sinesio Baudilio García Fernández — писатель, историк и экономист, один из ведущих анархистов Испании и Аргентины.

## Юность
Родился в Рейеро, горной деревушке в провинции Леон на северо-западе Испании в 1897 году. В возрасте 8 лет родители Абада де Сантильяна вместе с ним эмигрировали в Аргентину. С десяти лет занимался в вечерней школе, поскольку в течение дня был занят на различных работах, в частности, на железной дороге. Вернулся в Испанию в 1912 году. До поступления в Мадридский университет Комплутенсе в 1915 году, обучался в бакалавриате Леона, изучал философию и литературу. После всеобщей забастовки 1917 года заключён в тюрьму в Мадриде где, благодаря Томасу Эрреросу, впервые познакомился с анархизмом. После освобождения по амнистии 1918 года, вернулся в Аргентину, был активистом Аргентинской региональной рабочей федерации (ФОРА), редактировал её еженедельную газету «La Protesta» (исп.) («Протест»).

## Активность вГермании,Мексикеи Аргентине
В 1926 году Сантильян представляет ФОРА при образовании Международной ассоциации трудящихся в Берлине, там же начинает изучение медицины и знакомится с Элоизой Кейтер, которая становится его женой. В это же время публикует первые из множества своих работ в области истории и теории анархизма: книги «Рикардо Флорес Магон — апостол социальной революции в Мексике» и «Анархизм в рабочем движении» издаются в 1925 году.
В следующем году Сантильян прерывает своё обучения для путешествия в Мексику, где вступает во Всеобщую конфедерацию труда.

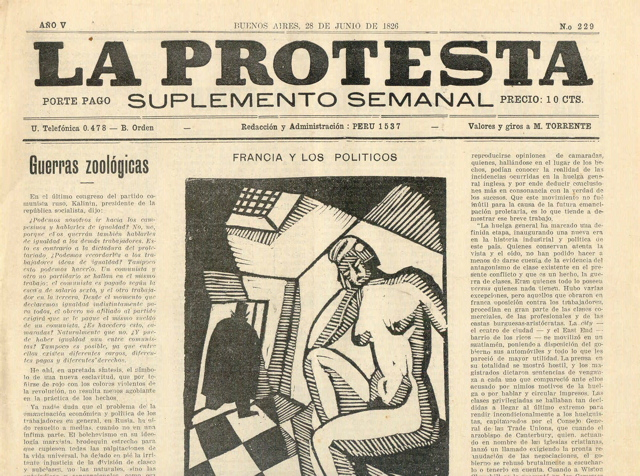
Газета La Protesta № 220 за 1926 год

Вернувшись в Аргентину, он продолжает свою работу в «La Protesta», а также редактирует новый журнал — «La Antorcha» («Факел») и завершает работу над книгой «Анархическое движение в Аргентине: от зарождения до 1910 года» (впервые вышла в 1930 году). В конце 20-х годов Сантильян яростно выступает против анархиста Северино Ди Джованни (англ.), сторонника тактики пропаганды действием, которая привела к смерти нескольких человек.
После того, как в 1930 году Сантильяна приговаривают к смертной казни за участие в мятеже, он бежит в Уругвай. Оттуда Сантильян переезжает в Испанию, находится там во время провозглашения республики в 1931 году, а после тайно возвращается в Аргентину, чтобы продолжить свою активную деятельность и работу над книгами «Банкротство экономики и политической системы капитализма» (1932), «Идеология ФОРА и траектория революционного рабочего движения в Аргентине» (1933), «Реконструкция общества: основы новой экономической структуры в Аргентине» (1933). В конце 1933 года в очередной раз возвращается в Испанию, где останавливается в Барселоне.

## Испанская революция
В последующие годы Сантильян участвует в работе Федерации анархистов Иберии (ФАИ), в 1935 году избирается секретарём ФАИ по Пиренейскому полуострову и становится редактором ежедневников «Solidaridad Obrera» («Рабочая солидарность») и «Tierra y Libertad» («Земля и свобода»). Также в этот период он учреждает три новых журнала: «Tiempos Nuevos» («Новое время»), «Butlletí de la Conselleria d’Economia» и «Timón». После революции 1936 года -представитель ФАИ в Комитете антифашистских милиций Каталонии, который координирует действия отрядов народного ополчения и в первые годы гражданской войны фактически выполняет функции правительства региона.
Всё это время Сантильян размышляет об экономической теории анархизма, его представления издаются в виде работы «Экономический организм революции» (1936), посвящённой анархической Национальной конфедерации труда; позже эта работа была переиздана под названием «После революции: реконструкция экономики Испании в настоящее время».
Даниэль Герен в книге «Анархизм от теории к практике характеризует» Диего Абад де Сантильяна и его взгляды следующим образом:

       В преддверии испанской революции 1936 г. Диего Абад де Сантильян поставил авторитарный социализм перед следующей дилеммой: "Либо революция даст производителям общественные богатства, либо нет. Если да, то производители организуются с тем, чтобы наладить коллективное производство и распределение, и государству не останется никаких функций. Если нет, значит, революция была обманом и государство не прекратило своего существования". Можно сказать, что дилемма несколько упрощена; этого можно было бы избежать, переведя её в категории намерений: анархисты не настолько наивны, чтобы полагать, будто все остатки государства могут исчезнуть за одну ночь, но у них есть воля к тому, чтобы заставить их рассеяться так быстро, как только можно...

С декабря 1936 г. по апрель 1937 года министр экономики Правительства Каталонии. Находясь на этом посту, отстаивал анархические принципы свободного доступа масс к политике.
Особенно сильно критиковал Правительство Испанской Республики и лично премьер-министра Хуана Негрина, осуждал преступления Испанской коммунистической партии, совершенные ею во время войны. В этот период пишет работы: «Революция и война в Испании» и «Библиография работ анархистов Аргентины» (обе 1938 год). В апреле 1938 года Сантильян вошёл в Национальный комитет антифашистского Народного Фронта, сформированного союзом анархической НКТ и социалистической ВКТ. Победа сил Франко и поражение Республики в 1939 году, заставила Сантильяна вернуться через Францию в Аргентину.

## Возвращение в Аргентину
С этого момента о жизни Сантильяна известно гораздо меньше. Он основывает несколько журналов и продолжает научную работу, участвует в создании «Большой энциклопедии Аргентины», критически анализирует рабочее движение и перонизм в книге «Почему мы проиграли войну: роль истории испанской трагедии» (1940), позже экранизированной его сыном Франциско Галиндо. Пишет раздел об Аргентине для третьего издания книги «Рабочее движение: анархизм и социализм» (1965), а также работы «Кризис капитализма и миссия пролетариата» (1946), «Роль испанского рабочего движения в истории» (1962-1971), «От Альфонса XII к Франко: заметки о современной политической истории Испании» (1974) и «Стратегия и тактика: вчера, сегодня и завтра» (1976).
Другие неопубликованные труды: «Идеи и предложения новой революционной стратегии» и «Политическая преступность», наряду с остальной частью его обширных архивов хранятся в Международном институте социальной истории Амстердама.

## Последние годы жизни
Сантильян вернулся в Испанию в 1977 году в возрасте 80 лет. Он поселился в Барселоне, где прожил до конца жизни и написал свою последнюю книгу — «Воспоминания. 1897—1936» (1977). Умер 18 октября 1983 года.